# إنجا نيلسن
إنجا نيلسن (بالدنماركية: Inga Nielsen)‏ هي موسيقية ومغنية أوبرا ومغنية دنماركية، ولدت في 2 يونيو 1946 في Holbæk ‏ في الدنمارك، وتوفيت في 10 فبراير 2008 في كوبنهاغن في الدنمارك بسبب سكتة.

## وصلات خارجية
- إنجا نيلسن على موقع IMDb (الإنجليزية)
- إنجا نيلسن على موقع ميوزك برينز (الإنجليزية)
- إنجا نيلسن على موقع أول ميوزيك (الإنجليزية)
- إنجا نيلسن على موقع ديسكوغز (الإنجليزية)
- إنجا نيلسن على موقع قاعدة بيانات الفيلم (الإنجليزية)